# Jean Garaïalde
Jean Garaïalde, né le 2 octobre 1934 à Ciboure, est un champion de golf français et aujourd'hui encore, l'une des figures marquantes de ce sport. Il a commencé le golf en portant le sac, et notamment pour son père, Raymond, enseignant. À l'époque, le fait de porter le sac était le meilleur moyen pour apprendre le métier, et se faire une place dans le monde professionnel.
Il devient le Français le plus titré sur le circuit européen, notamment en remportant plusieurs grandes victoires entre 1969 et 1970, sa période faste. Au cours de ce passage, il bat notamment Jack Nicklaus au dernier trou de l'open de Suède.
Ami de Gary Player, il raconte qu'à ses débuts sur le circuit, le Sud-Africain désargenté souffrait des moqueries des journalistes britanniques. Les deux hommes ont tissé un profond lien d'amitié dans un environnement sportif parfois hostile pour les non-britanniques. Dans un article publié par un magazine de golf, il relate avoir souvent pleuré seul dans sa chambre d'hôtel. C'est sans doute ce qui lui a forgé une force de caractère hors du commun, pour devenir le plus grand palmarès du golf français professionnel.
Jean Garaïalde a été un exemple source d'inspiration des Levet, Cévaër, Remésy et Van de Velde, qui plusieurs années après lui, ont brillé sur le circuit ou en Ryder Cup.
À l'occasion du dernier Evian Championship où Player était l'invité d'honneur, Jean Garaïalde était à ses côtés pour le guider sur le tournoi. Les deux amis avaient enfin l'occasion de se revoir.
Récemment pour le compte du magazine en ligne de golf JeudeGolf.org, le golfeur aux 17 titres de Champion de France a participé au tournage d'une émission en 9 épisodes, Paroles de Légende, écrit et réalisé par le journaliste Laurent Agostini, retraçant les grands moments de sa carrière, et partageant ses conseils pour les amateurs. Il a ainsi rappelé l'épisode des larmes de Nakajima dans un bunker de l'open britannique ou son match contre Nicklaus en Suède. Le tournage de la saison 2 est en cours entre Lyon et Biarritz. Elle sera diffusée à partir de septembre 2018.
Il partage l'affiche avec plusieurs grands noms du sport français comme le pilote automobile Jean-Karl Vernay titré aux 24 Heures du Mans, et le footballeur Frédéric Déhu.

## Palmarès

### Circuit européen
- Open de France 1969
- Open d'Espagne 1969
- Open d'Allemagne 1969
- Open de Suède 1969
- Open du Maroc 1969
- Open d'Allemagne 1970
- Open de Suède 1970

### Autres
- 17 titres à l'Omnium de France
- 12 titres au Grand Prix PGA France
- 17 titres de champion France professionnel (challenge P. E. Guyot, créé en 1968): 1968, 1969, 1970, 1971, 1972, 1974, 1975, 1976, 1977, 1980, 1982 et 1985
- 25 participations à la Coupe du monde de double, à compter de 1954.